# Another Tale
Another Tale est un groupe allemand de rock gothique, originaire de Mülheim, en Rhénanie-du-Nord-Westphalie.

## Histoire
Frank Peter Hermsen, alias Robert P. Dougoll, et DT Hügen forment un projet musical en 1990 pour sortir l'album expérimental Songs about Dreams and Tears. Ils utilisent des synthétiseurs et une boîte à rythmes, avec Horst Leis comme guitariste. Dougoll est le chanteur. Un an plus tard, ils signent un contrat avec Hyperium, un label qui distribue leur album Nightmare Voices, qu'ils avaient d'abord auto-édité. Dès le départ, le style est mélancolique, plein de structures mélancoliques. Reinhold Heßling, alias Ryan O'Tale, devient le batteur. Pour l'album suivant, Into the Dawn, DT Hügen est remplacé par Pierre Olivier Buttini. Another Tale effectue plusieurs tournées en Rhénanie-du-Nord-Westphalie et gagne progressivement en popularité.
La collaboration avec Hyperium produit deux autres albums, et le groupe connait plusieurs autres changements de personnel, tandis que les coûts de production continuaient d'augmenter. En 1996, ils rompent leur collaboration avec le label pour créer leur propre label, Twentyseconds Music, l'année suivante. Cependant, Dougoll tombe gravement malade, ce qui oblige le groupe à mettre fin à ses activités. Une fois le chanteur rétabli, des tournées en Italie et en Irlande suivent ; des chansons du groupe figurent sur plusieurs compilations à la fin des années 1990. Le groupe s'élargit considérablement à cette époque : Cornelie Zillhardt rejoint Another Tale en tant que violoniste, Ron Engel en tant que bassiste, Stefan Bugal en tant que guitariste principal et « Mr. Sebastian » en tant que batteur. Les chansons typiques du groupe sont Frozen Eyes et Not a Lovesong : un rock gothique mélodique et tendu, proche de la dark wave, avec des voix fortes et puissantes.
Après l'album Frozen Eyes, sorti en 2001,, le groupe s'éteint en 2003 ; entretemps, le chanteur Robert P. Dougoll, de nouveau malade, décède en 2002. 
Le groupe revient entre 2016 et 2018 pour quelques concerts, notamment une apparition au Castle Rock Festival,. Pour fêter ses 35 ans, le groupe se reforme en 2022, et continue ses tournées en 2024.

## Discographie
- 1990 : Songs about Dreams and Tears
- 1991 : Nightmare Voices
- 1992 : Into the Dawn
- 1993 : Heimat
- 1995 : Chords in Blue
- 1997 : Deependence
- 1998 : Once
- 2001 : Frozen Eyes